# مصرف آسيا العراق الإسلامي للاستثمار والتمويل
 مصرف آسيا العراق الإسلامي للاستثمار والتمويل  مصرف عراقي أهلي أُسس عام 2018، يبلغ رأس المال للمصرف 150 مليار دينار.